# Ołeksandr Iwanow (ur. 1926)
Ołeksandr Iwanowycz Iwanow, ukr. Олександр Іванович Іванов, ros. Александр Иванович Иванов, Aleksandr Iwanowicz Iwanow (ur. 10 października 1926 w Mikołajowie) – ukraiński piłkarz, grający na pozycji pomocnika lub napastnika, trener piłkarski.

## Kariera piłkarska
Rozpoczął karierę piłkarską w wojskowym klubie OBO Odessa, gdzie został powołany do wojska. Do 1957 występował w klubach Metałurh Odessa i Awanhard Mikołajów.

## Kariera trenerska
Po zakończeniu kariery piłkarskiej rozpoczął pracę szkoleniowca. W 1958 trenował zespół amatorski Torpedo Mikołajów Od 1960 do 1961 pomagał trenować, a w 1962 do października prowadził Sudnobudiwnyk Mikołajów. Potem pracował z dziećmi w Szkole Sportowej w Mikołajowie.